# Кандиду Портинари
Кандиду Портинари (на португалски: Cândido Portinari) е значим бразилски художник живописец, творил основно в течението на неореализма.

## Биография

### Произход и образование
Роден е на 29 декември 1903 в семейството на италиански имигранти в малкото градче Бродовски, щата Сао Пауло. Кандиду е второто от общо 12 деца. Напуска училище на 13 години и се отдава на рисуване. Две години по-късно се присъединява към странстваща група от художници, които си изкарват парите като изрисуват църкви. По това време се запознава с Виторио Греголини, който е първият му учител в живописта. След една година странстване се установява при свои роднини в Рио де Жанейро и в същата година се пробва да влезе в Националната академия по изящни изкуства, но не е приет. Успява да влезе при втория си опит през 1920. Завършва Академията през 1928 със златен медал и заради отличното си представяне е награден с пътуване до Европа. На следващата година през май месец е представена първата му изложба, състояща се от 25 портрета. Юни месец отплава обратно за Европа, където остава почти две години. По време на престоя си в Париж Портинари черпи вдъхновение от европейските течения в живописта, което ще се отрази в бъдещите му произведения. Във френската столица художникът се запознава с уругвайката Мария Виктория Мартинели, с която той сключва брак, продължил 30 години. Докато е в Европа, почти не рисува.

### 1931 – 1945. Големи проекти в Рио де Жанейро
След завръщането си в Бразилия Портинари се мести в квартала Лапа в Рио де Жанейро, дом на множество дейци на изкуството и бохеми. Между 1931 и 1936 г. Асоциацията на бразилските художници организира ежегодни изложби с негови картини. През 1931 г. става член на Комисията за реформиране на преподаването по изкуствата, която си поставя за цел да преразгледа критериите за прием в училищата по изкуствата, които дотогава отказват достъп на представители на множество художествени течения. Комитетът просъществува едва една година.
През декември 1934 г. е организирана първата изложба на Портинари в Сао Пауло, а една от картините му остава в колекцията на Музея за изкуствата Сао Пауло (Pinacoteca do Estado de Sao-Paolo). Това е първата от поредица картини, които са купени от бразилски държавни музеи. През юли 1935 г. е назначен като преподавател в новосъздадения Федерален университет Рио де Жанейро (Universidade Federal do Rio de Janeiro), в който работят редица специалисти от цялата страна. През същата година творбата му „Café“ е избрана да представи Бразилия на международната изложба в Питсбърг, САЩ. Изложбата е организирана от Фондация Карнеги. Картината на Портинари печели втора награда и след завръщането си в родината е закупена от Министерството на образованието и подарена на Музея за изящно изкуство в Рио де Жанейро.
В началото на 1936 г. Портинари получава поръчка от правителството да нарисува четири монументални пана, които да бъдат разположени по шосето между Сао Пауло и Рио де Жанейро. В края на годината министъра на образованието Густаву Капанема предлага на художника да изрисува новостроящата се сграда на подопечното му министерство. Портинари се спира на техниката на стенописа, която дотогава никога не е била използвана в Бразилия. Последните стенописи със завършени през 1944 г. и се смятат за връх в кариерата на Портинари. Във връзка с работата си по министерската сграда художникът е подложен на широка критика. Обвинен е в подкрепа на диктаторския режим на президента Жетульо Варгаса.
През 1939 г. рисува три картини, които са представени като част от бразилския павилион на Световното изложение в Ню Йорк. През същата година се ражда и единственото му дете – Жуан Кандиду. Отново през 1939 г. президентът Варгаса закрива Федералния университет в Рио де Жанейро, което оставя Портинари без работа. В края на годината в Музея за изящни изкуства Рио де Жанейро е организирана ретроспективна изложба на творчеството му, включваща общо 269 творби. Авторитетното литературно списание „Revista Academica“ посвещава цял брой на Кандиду Портинари. В изданието са включени множество журналистически материали за творчеството на художника. През август 1941 г. в Детройт е организирана частна изложба на негови картини, а през септември тя се мести в Ню Йорк. В началото на 1941 г. издателството към Чикагския университет издава книга, посветена на Портинари, която включва голям брой илюстрации на най-добрите му творби.
В периода юли 1941 – декември 1942 г. Кандиду Портинари работи върху няколко стенописа в сградата на Библиотеката на Конгреса във Вашингтон. В началото на 1943 г. заедно със семейството си се завръща в Бразилия и отсяда за около три месеца при родителите си в Бродовски. Там той рисува триптих за местната църква. Рисува редица картини с библейски сюжет, които са окачени в сградата на радиостанция „Tupi“ в Сао Пауло. Картините черпят вдъхновение от „Герника“ на Пабло Пикасо, която той има възможността да види по време на престоя си в Ню Йорк. През юни 1943 г. е организирана голяма изложба на негови творби в Музея за изящни изкуства в Рио де Жанейро, а през октомври 1944 г. е организирана първата експозиция на негови картини във Вашингтон.

### 1945 – 1957. Работа за Централата на ООН
В края на 1945 г. става член на Бразилската комунистическа партия. През 1949 г. режимът на Варгаса пада и в края на годината се провеждат избори за Сенат. Портинари е кандидат от листата на комунистите, но не е избран. До края на живота си художникът остава верен на партията, въпреки че през 1950-те години няма никаква политическа активност. Кандидатурата му е за представител на щата Сао Пауло и е подкрепена след участието му в протестните шествия срещу управлението на Варгаса. През 1946 г. в Париж му е присъден „Орден на почетния легион“. През май 1947 г. Бразилската комунистическа партия е забранена, а членовете ѝ са преследвани от закона. Портинари е извикан в полицията да даде показания за дейността си в партията. Същата година се състои нова изложба в Щатите, която ще се окаже и последната на Портинари за период от 12 години. По това време политическият климат в САЩ се е променил сериозно и на художник с явни леви убеждения не се гледа с добро око, а представянето на негови картини става практически невъзможно. Между май и септември 1947 г. представя творчеството си в Аржентина и Уругвай, след което се завръща в родината си. През ноември същата година Портинари доброволно напуска Бразилия в изгнание и се мести без семейството си в Монтевидео. През юни 1948 г. се връща обратно в страната.
През 1949 г. не му е позволено да пътува до САЩ и Мексико (и в двата случая му е отказана виза), но през ноември отпътува за Европа, първо във Франция, а след това в Италия. През юни 1950 г. участва на Шестото биенале на изкуствата във Венеция, но работите му са приети изключително хладно от критиката и не печели нито една награда. През октомври 1952 г. му е предложено да нарисува две пана, които да бъдат поставени в новостроящата се сграда на ООН в Ню Йорк (договорът е сключен през 1955 г., а картините нарисувани през 1956 г.); същият месец завършва плакат посветен на Световния конгрес за мира във Виена. През април 1953 г. Портинари е опериран; това поставя началото на редица здравословни проблеми, които водят и до преждевременната му смърт. По настояване на лекарите художникът спира да рисува известно време заради усложненията, причинени от ползваните от него бои.
През февруари 1956 г. в Рио де Жанейро са представени паната, които Портинари създава за Централата на ООН. Изложбата е открита от новия президент Жуселину Кубичек и предизвиква голям обществен интерес. През април същата година отново пътува до Европа, а след това посещава за първи път Израел, където са показани негови творби. Докато е в Израел, Портинари създава множество скици, които довършва след завръщането си в Бразилия. Всички картини от този период са известни като Израелски цикъл. На 6 септември 1957 г. в Ню Йорк официално са представени картините на Портинари, които ще красят новата сграда на Обединените нации. Самият художник не поканен на представянето заради левите му възгледи. През ноември 1957 г. Портинари започва да пише автобиографията си, по която работи до смъртта си.

### Последни години
През април 1958 г. в Брюксел е открита изложбата 50 години съвременно изкуство. Картината на Портинари „Enterro na rede“ е избрана да участва като образец на най-доброто от изкуството на XX век. През юли същата година е поканен в Мексико като член на журито на Първата Всеамериканска изложба на живопис и графика. Той е единственият художник, които по време на изложбената програма е представен в самостоятелна зала.
През 1960 г. Портинари и Мария Мартинели се развеждат след 30 години брак. Докато са заедно Мария оказва силно влияние върху творчеството на Кандиду. След като тя го напуска той изпада в депресия, на което се дължи и изключително слабият творчески период. По същото време официално е открита новата столица на Бразилия град Бразилия. В строежа на града се включват хора на изкуството от цялата страна, но Портинари не е сред тях. След като негови проект скици са сринати от критиката той се отказва да вземе каквото и да е участие в довършителните дейности по новопостроените сгради. Унищожителната критика спрямо новите му творби и разводът му с Мартинели засилват здравословните му проблеми.
На 6 май 1960 г. се ражда внучката му Денис, която се превръща в централен обект на творчеството от последните му години. В нейна чест той създава 16 портрета и написва няколко стихотворения. През есента на 1961 г. рисува последните си три творби, а след това потегля за Франция с бившата си съпруга, за да посети сина си. При пристигането си в Хавър Портинари е обявен за персона нон грата и му е отказано да влезе, заради острата му критика спрямо политиката на Франция в Тунис. След преговори с властите му е разрешено да влезе в страната при условие, че се въздържа от каквито и да е изказвания по време на престоя си. На 12 декември 1961 г. се завръща в Рио де Жанейро и финализира развода си с Мария.
На 6 февруари 1962 г. след редица усложнения Кандиду Портинари умира. Причина за смъртта му е отравяне с олово, което се е натрупало в организма му чрез боите за рисуване. Бразилското правителство изпраща съболезнователна телеграма на семейството му, а в Рио де Жанейро е обявен тридневен траур.

## Творчество
В Академията по изкуствата Портинари получава класическо образование, а по време на първия си престой в Европа се запознава отблизо едновременно както с европейските класически художници, така и с множество съвременни творци. След завръщането си в Бразилия той развива собствен стил на рисуване, който малко или много е сходен на мексиканските художници Диего Ривера и Давид Алфаро Сикейрос. Централна тема на голяма част от творбите му е Латинска Америка, в частност Бразилия.
Портинари залага на фигуралната композиция в период, когато абстракната живопис напълно доминира. Той залага на деформирани човешки фигури, в които акцент са цветовете, а не самите форми. В творчеството му след края на Втората световна война акцентът се измества в посока обезцветяване; в картините му вместо различни цветове се набляга на разнообразието от сиви оттенъци.
Кандиду Портинари твори почти само в сферата на живописта – фигурални композиции и портрети. Той рисува десетки илюстрации, които са включени в десетки книги издадени в Бразилия. Творчеството му като илюстратор е издадено посмъртно под формата на антология.

## За него
- Giunta, Andrea, ed. Cândido Portinari y el sentido social del arte. Buenos Aires: Siglo XXI 2005.
- Vitureira, Cipriano S. Portinari en Montevideo. Montevideo: Alfar 1949.